# Develier
Develier est une commune suisse du canton du Jura, située dans le district de Delémont.

## Géographie

Photo aérienne (1953)

Develier se trouve à 4 km à l'ouest-sud-ouest de Delémont et à 3 km au nord-ouest de la gare de Courtételle, dans un vallon entre le monticule de Sur Chaux au sud et la montagne de Develier au nord, sur la route du col des Rangiers.
Le hameau de Develier-Dessus appartient à la commune de Develier.
Le territoire communal s’étend entre 445 mètres d’altitude, à proximité du lieu-dit Tvila et 890 mètres d’altitude, dans le massif du Mont Terri, à la frontière communale avec Bourrignon.
La commune est arrosée par les ruisseaux de La Golatte[réf. souhaitée] et de La Pran, dont les eaux se jettent dans la Sorne.

## Toponymie
Le nom de la commune se compose d’un nom de personne germanique du type Dîdo, Dieto ou Deodo et du substantif roman villāre (domaine, groupe de fermes, hameau).
Sa première occurrence écrite date de 968, sous la forme de Dinouillare.
La commune se nomme Devlî en patois vâdais.
Son ancien nom allemand est Dietwiler.

## Population et société

### Surnoms
Les habitants de la commune sont surnommés les Yemaices ou Yimesses, soit les limaces en patois vâdais, et les Escargots.

### Démographie

#### Évolution de la population
Develier compte 1 360 habitants au 31 décembre 2022 pour une densité de population de 109 hab/km2. Sur la période 2010-2019, sa population a augmenté de 2,1 % (canton : 5,1 % ; Suisse : 9,4 %).  

#### Pyramide des âges
En 2020, le taux de personnes de moins de 30 ans s'élève à 33,6 %, au-dessus de la valeur cantonale (33 %). Le taux de personnes de plus de 60 ans est quant à lui de 26,2 %, alors qu'il est de 28,1 % au niveau cantonal.
La même année, la commune compte 676 hommes pour 695 femmes, soit un taux de 49,3 % d'hommes, inférieur à celui du canton (49,5 %).
| Hommes | Classe d’âge | Femmes |
| ------ | ------------ | ------ |
| 0,6    | 90 ans ou +  | 1,6    |
| 7,1    | 75 à 89 ans  | 8,3    |
| 17,6   | 60 à 74 ans  | 17,1   |
| 21,0   | 45 à 59 ans  | 22,2   |
| 18,2   | 30 à 44 ans  | 19,1   |
| 19,5   | 15 à 29 ans  | 16,1   |
| 16,0   | - de 14 ans  | 15,5   |

| Hommes | Classe d’âge | Femmes |
| ------ | ------------ | ------ |
| 0,7    | 90 ans ou +  | 1,7    |
| 7,8    | 75 à 89 ans  | 10,1   |
| 17,7   | 60 à 74 ans  | 18,1   |
| 21,1   | 45 à 59 ans  | 21,4   |
| 18,1   | 30 à 44 ans  | 17,3   |
| 18,9   | 15 à 29 ans  | 16,9   |
| 15,7   | - de 14 ans  | 14,5   |

## Histoire
La présence humaine à l’époque romaine est attestée lors de fouilles archéologiques, qui révèlent des vestiges de constructions (villa). Un important hameau de six fermes situé le long du ruisseau de la Pran est habité entre 550 et 750 apr. J.-C., avec plusieurs forges travaillant le fer produit dans la région. Une nécropole mérovingienne est à proximité (39 tombes fouillées vers 1840). 
En 1139, le chapitre de Saint-Ursanne y possède des biens. Jusqu'en 1792, Develier est l'un des treize francs villages de la vallée de Delémont, seigneurie de l'évêché de Bâle. Il fait partie des départements français du Mont-Terrible de 1793 à 1800 puis de celui du Haut-Rhin jusqu'en 1813, avant de revenir à la suite d'une décision du Congrès de Vienne au bailliage puis district bernois de Delémont jusqu'en 1978. Develier fait partie du canton du Jura depuis le 1er janvier 1979.

## Héraldique
| Blason | Blasonnement : De gueules au lion d'or issant d'un mont de six coupeaux d'argent Commentaires : Blason adopté par décision du conseil communal du 15 septembre 1945. La commune de Develier a relevé les armes des Desbois (des Bois, de Buix) de Delémont, collateurs et décimateurs du village au cours des XVIe et XVIIe siècles. Le blason précédent était D'argent à deux ailerons d'azur. |

## Économie
Des mines de fer sont exploitées durant la première moitié du XIXe siècle. 
La commune est largement agricole jusqu'au milieu du xxe siècle. Depuis 1960, elle connaît un développement industriel (décolletage, terminage de boîtes de montres, éléments préfabriqués, matériaux de construction, ameublement et garages).
En 2000, un peu moins des deux tiers de la population active travaillaient hors de la commune. L'expansion démographique due à la proximité de Delémont a entraîné la construction de quartiers résidentiels.

## Transports
- Ligne 12 CarPostal TUD pour Delémont

## Églises et monastères
La paroisse, dont le premier curé est mentionné en 1239, est rattachée en 1874 à celle de Courfaivre et rétablie en 1907.
L'église Saint-Imier est érigée sur un éperon rocheux. Incendiée en 1637 et reconstruite en 1751, elle est restaurée en 1958. Son sous-sol contient des sarcophages monolithiques mérovingiens.
La Chapelle Sainte-Philomène, érigée en 1838 à Develier-Dessus, est transformée en 2000 en sanctuaire des communautés chrétiennes de la région. 
La commune abrite également le monastère des carmélites de Notre-Dame-de-la-Solitude depuis 1980.

## Curiosités
- Musée Chappuis-Fähndrich
- Vitrail de Roger Bissière (1958)